# Abdelrahman Ayachi
Pour les articles homonymes, voir Ayachi.
Abdelrahman Ayachi, dit Abou Hajar, né en 1980 à Aix-en-Provence, en France, et mort le 19 juin 2013 à Senjar, près d'Ariha, en Syrie, est un islamiste franco-syrien et un chef rebelle de la guerre civile syrienne.

## Biographie

### Jeunesse
Abdelrahman Ayachi est le fils de Bassam Ayachi, un imam syrien, et d'une Française. Il naît et grandit à Aix-en-Provence,. Il a une sœur aînée et deux frères cadets. Son grand-père maternel, Charles Putetto, d'origine italienne, est un ancien militaire de l'armée française qui fut notamment maquisard pendant la Seconde Guerre mondiale,.
En 1996, la famille Ayachi quitte la France et s'établit en Belgique, à Molenbeek-Saint-Jean. Bassam Ayachi prend alors la tête du Centre islamique belge (CIB),. Abdelrahman Ayachi fait ses études en Belgique et devient ingénieur informaticien,. Il se marie également et devient père de famille.

### Affaires judiciaires
Dans les années 2000, Abdelrahman Ayachi fonde avec un de ses amis, Raphaël Gendron, le site assabyle.com. Plusieurs commentaires antisémites sont postés sur le forum de discussion du site. En 2006, Abdelrahman Ayachi et Raphaël Gendron sont condamnés par le Tribunal correctionnel de Bruxelles à dix mois d'emprisonnement, dont cinq fermes, et 15 000 euros d'amende pour « antisémitisme, révisionnisme et incitation à la haine raciale ». Au cours de son procès, Abdelrahman Ayachi nie les accusations d'antisémitisme mais affirme être en faveur de la destruction de l'État d'Israël. En janvier 2009, la peine est revue à la baisse en appel et passe à un mois de prison avec sursis. Les deux accusés sont également condamnés à 1 000 euros d'amende.
En 2006, Abdelrahman Ayachi tente de rejoindre l'armée belge et demande à entrer dans la Marine pour avoir accès à une formation sur les radars,. Cependant, sa demande d'habilitation de sécurité est bloquée par le Service général du renseignement et de la sécurité (SGRS),.
En 2007, il part vivre en Syrie et créé une société d'informatique à Idleb. 
En 2011, alors que le printemps arabe débute en Syrie, Abdelrahman Ayachi participe dans la région d'Idleb aux manifestations contre le régime de Bachar el-Assad.
Au début des années 2010, Abdelrahman Ayachi a de nouveau affaire à la justice. Il est alors accusé de faire partie d'une cellule ayant envoyé une vingtaine de personnes faire le djihad en Irak et en Afghanistan,. Il est désigné comme étant le second d'Ali Tabich, le chef de la cellule, et est accusé de s'être spécialisé dans la mise en ligne de vidéos sur le site Internet Ribaat.org. Le 25 juin 2012, Abdelrahman Ayachi est condamné par contumace à huit ans de prison et à une amende de 5 000 euros,. Depuis la Syrie, il conteste les accusations et affirme désapprouver les méthodes et la politique d'al-Qaïda.

### Rébellion syrienne
En avril 2012, Abdelrahman Ayachi retourne en Syrie pour prendre part à la guerre civile. Il rejoint le groupe rebelle islamiste Suqour al-Cham, affilié à l'Armée syrienne libre,,. Au sein de cette formation, il combat dans les régions d'Alep et d'Idleb et prend la tête d'une brigade de 600 hommes,,. Dépourvu de formation militaire, il lit les écrits de Che Guevara, de Carlos Marighella et de Mao Zedong.
En Syrie, Abdelrahman Ayachi se revendique comme islamiste et défend l'instauration d'un État islamique en Syrie, il désapprouve cependant le djihadisme d'al-Qaïda et l'arrivée de combattants étrangers en Syrie. Il déclare alors au Figaro : « On doit chercher à rassembler la population autour de notre programme, dont le pilier est l'édification d'un État islamique, sans alcool dans les hôtels et les restaurants, mais qui aura été approuvée par le peuple. [...] Nous réfléchissons aux structures du futur État. Est-ce qu'un non-musulman pourra être président de la République? Non. Mais en revanche, les minorités chrétiennes ou alaouites seront représentées au Parlement. [...] Reconstruire cette société corrompue était pour moi une motivation aussi forte que défendre la population face aux crimes commis par le régime ».
Fin 2012, Abdelrahman Ayachi est contacté par les services de renseignements français pour enquêter sur les enlèvements des journalistes James Foley et John Cantlie. Il fait des recherches et donne quelques informations sur l'enlèvement, mais sa mort quelques mois plus tard interrompt son enquête,.
Le 20 janvier 2013, il prend d'assaut la prison d'Idleb. Il est cependant blessé au cou par un tir de sniper.
Abdelrahman Ayachi est tué au combat le 19 juin 2013 près du village de Senjar, au sud-ouest d'Ariha, dans le gouvernorat d'Idleb,. Raphaël Gendron est également tué en Syrie dans les rangs de Suqour al-Cham, le 14 avril 2013,.

## Annexe

### Documentaire
- Stéphane Malterre, Au nom du père, du fils et du dihad, 2016.
- Stéphane Malterre, Syrie : la mort en face, Français et chef rebelle, 2016.